# Deniz Durmaz
Deniz Özlem Durmaz (* 19. November 1992 in Istanbul) ist eine türkische Schauspielerin.

## Leben und Karriere
Durmaz wurde am 19. November 1992 in Istanbul geboren. Sie studierte an der Gazi Üniversitesi. Ihr Debüt gab sie 2009 in der Fernsehserie Deniz Yıldızı. Von 2014 bis 2015 bekam sie in der Serie Alın Yazım die Hauptrolle.
Anschließend war Durmaz in Karagül zu sehen. 2018 spielte sie in Adını Sen Koy die Hauptrolle. Unter anderem wurde sie 2019 für die Serie Şampiyon gecastet.

## Filmografie
Serien
- 2009–2015: Deniz Yıldızı
- 2014–2015: Alın Yazım
- 2015–2016: Karagül
- 2018: Adını Sen Koy
- 2019: Şampiyon